# Všechno nebo nic (píseň)
„Všechno nebo nic“ (polsky Wszystko albo nic) je singl Ewy Farné, který je úvodní písní k polsko-česko-slovenskému filmu Všechno nebo nic. 

## Všechno nebo nic
Periméra singlu „Všechno nebo nic“ proběhla zároveň s premiérou videoklipu 30. prosince 2016. Autorem videoklipu je Alan Kępski.

### Pozice v žebříčcích
| Žebříček         | Nejvyšší pozice |
| ---------------- | --------------- |
| Czeskie Top 50   | 20              |
| Radio Top 100    | 96              |
| Słowackie Top 50 | 1               |
| Radio Top 100    | 4               |
| POL (Airplay)    | 42              |
| POL (Nowości)    | 2               |

## Wszystko albo nic
Periméra singlu „Wszystko albo nic“ proběhla zároveň s premiérou videoklipu 2. ledna 2017. Režisérem videoklipu je Alan Kępski. Rádiová premiéra skladby proběhla 4. ledna 2017 ve vysílání Rádia Eska.

### Pozice v žebříčcích
| Žebříček      | Nejvyšší pozice |
| ------------- | --------------- |
| POL (Airplay) | 10              |
| POL (Nowości) | 2               |
| RMF FM        | 1               |

## Certifikace
| Země          | Certifikace  | Prodej  |
| ------------- | ------------ | ------- |
| Polsko (ZPAV) | 2x platinová | 40 000+ |